# 752
Раннє Середньовіччя. У Східній Римській імперії триває правління Костянтина V. Більшу частину території Італії займає Лангобардське королівство, деякі області належать Візантії. У Франкському королівстві править король Піпін Короткий. Піренейський півострів, окрім Королівства Астурія, у руках маврів. В Англії триває період гептархії. Центр Аварського каганату лежить у Паннонії. Існують слов'янські держави: Карантанія та Перше Болгарське царство.
Аббасидський халіфат займає великі території в Азії та Північній Африці. У Китаї править династія Тан. В Індії почалося піднесення імперії Пала. У Японії триває період Нара. Хазарський каганат підпорядкував собі кочові народи на великій степовій території між Азовським морем та Аралом. Територію на північ від Китаю займає Уйгурський каганат.
На території лісостепової України в VIII столітті виділяють пеньківську й корчацьку археологічні культури. У VIII столітті тривало швидке розселення слов'ян. У Північному Причорномор'ї співіснують різні кочові племена, зокрема булгари, хозари, алани, авари, тюрки, кримські готи.

## Події
- 23 березня Папою Римським обрано Стефана II, але він помер через три дні й не встиг висвятитися.
- 26 березня Папою Римським обрано іншого Стефана II.
- Лангобардський король Айстульф відмовився підкоритися Папі. Стефан II звернувся за допомогою до візантійського Василевса Костянтина V. Айстульф прийняв посла Костянтина, але відмовився йти на будь-які поступки.
- Франкський король Піпін Короткий відвоював у маврів Септиманію й розпочав облогу Нарбонни.
- Араби здійснили морські напади на Сицилію, Сардинію та узбережжя Франції.

## Померли
- Захарій, папа римський.
- Стефан II, папа римський.